# Bromelia auriculata
Bromelia auriculata är en gräsväxtart som beskrevs av Lyman Bradford Smith. Bromelia auriculata ingår i släktet Bromelia och familjen Bromeliaceae. Inga underarter finns listade i Catalogue of Life.